# LaKeisha Lawson
LaKeisha Lawson (ur. 3 czerwca 1987) – amerykańska lekkoatletka specjalizująca się w biegach sprinterskich.
W 2014 dotarła do półfinału biegu na 60 metrów podczas halowych mistrzostw świata w Sopocie. W tym samym roku weszła w skład amerykańskiej sztafety 4 × 100 metrów, która zdobyła złoto IAAF World Relays. Złota medalistka igrzysk panamerykańskich w Toronto w biegu rozstawnym 4 × 100 metrów (2015).
Medalistka mistrzostw Stanów Zjednoczonych.

## Osiągnięcia
| Rok  | Impreza                   | Miejsce  | Konkurencja             | Lokata     | Wynik |
| ---- | ------------------------- | -------- | ----------------------- | ---------- | ----- |
| 2014 | Halowe mistrzostwa świata | Sopot    | bieg na 60 metrów       | półfinał   | 7,18  |
| 2014 | IAAF World Relays         | Nassau   | sztafeta 4 × 100 metrów | 1. miejsce | 41,88 |
| 2015 | Igrzyska panamerykańskie  | Toronto  | sztafeta 4 × 100 metrów | 1. miejsce | 42,58 |
| 2015 | Mistrzostwa NACAC         | San José | sztafeta 4 × 100 metrów | 1. miejsce | 42,24 |

## Rekordy życiowe
- Bieg na 60 metrów (hala) – 7,09 (2014)
- Bieg na 100 metrów – 11,06 (2015)
- Bieg na 200 metrów – 22,98 (2016)